# Александрова Катерина Євдокимівна
Катерина Євдокимівна Александрова (нар. 30 липня 1948, с. Йосипівка, нині Летичівський район, Хмельницька область) — українська економістка, господарниця.

## Життєпис
Закінчила Чернівецький текстильний технікум (1967), Тернопільський фінансово-економічний інститут (1976, нині ЗУНУ).
Від 1968 працює на Тернопільському бавовняному комбінаті: слюсар-ремонтник, технік-економіст, економіст, старший економіст, начальник планово-економічного відділу, головний економіст (1990–1996), головний спеціаліст із економічних питань (1996–1997), віце-президент-фінансовий директор (1997–1999), від 1999 — заступник голови, від 2004 — голова правління ВАТ «Тернопільське об'єднання „Текстерно“», яке під час правління Александрової відзначене всеукраїнськими та міжнародними відзнаками, нагородами.